# Sebastián de Vivanco
Sebastián de Vivanco (Ávila, c.1551 - Salamanca, 26 de octubre de 1622) fue un sacerdote y compositor español del Renacimiento. 

## Su vida
Sebastián de Vivanco nació hacia 1551 en Ávila, al igual que Tomás Luis de Victoria. Sin embargo, se desconoce la fecha exacta de su nacimiento. Se supone que nació unos dos o tres años después que Victoria y que ambos se conocieron de niños y cantaron juntos en la capilla de la Catedral de Ávila. Los maestros de capilla de la catedral, durante el tiempo en el que Vivanco cantó en el coro, fueron Jerónimo de Espinar, Bernardino de Ribera (1559) y Juan Navarro Hispalensis (1564). Este último compositor sería el que ejerció sobre Vivanco una mayor influencia.
Hacia 1566, con el cambio de voz, Vivanco encaminó sus estudios hacia el sacerdocio, como también hizo Victoria.
En 1576 aproximadamente, con unos 25 años y siendo todavía subdiácono, fue nombrado maestro de capilla de la Catedral de Lérida. Poco después, el 4 de julio de 1576, fue cesado bruscamente de este puesto y despedido por el cabildo catedralicio. 
A su vuelta a Castilla, en febrero de 1577, fue nombrado maestro de capilla de la Catedral de Segovia, puesto más prestigioso y mejor pagado que el anterior. Allí se trasladó junto con su madre, en marzo, y permaneció en la catedral los 10 años siguientes. Durante esta etapa se convirtió en diácono y después, en 1581, fue ordenado sacerdote.
En 1588, regresó a su ciudad natal, Ávila, para hacerse cargo de la capilla de la catedral. Allí permaneció hasta el año 1602, cuando tomó posesión del puesto de maestro de capilla en la Catedral de Salamanca. Este fue su último desplazamiento y el más importante en cuanto a su contribución musical. Sus tres publicaciones se imprimieron durante su estancia en esta ciudad. El 19 de febrero de 1603 obtuvo por oposición pública una plaza de profesor de música en la Universidad de Salamanca y el 4 de marzo del mismo año recibió el grado de maestro de artes honoris causa. Vivanco ocuparía tanto el puesto en la catedral como el universitario hasta su muerte, el 26 de octubre de 1622.

## Su obra
La mayor parte de las obras de Vivanco se hallan en tres libros publicados en Salamanca, entre los años 1607 y 1610, por el impresor de Amberes, Artus Taberniel, quién por aquel entonces era el impresor oficial de la Universidad de Salamanca. Εstos tres libros son suntuosos y de gran tamaño. Probablemente contienen una selección debida al propio compositor de sus mejores piezas, a lo largo de más de cuarenta años de trabajo. Estos libros son:
- Liber magnificarum. Impreso en 1607. Contiene 18 versiones del Magníficat. Consta de 270 páginas en formato de libro de coro. La página de la portada contiene un grabado donde está representado el propio compositor arrodillado ante un crucifijo. Se considera el libro más importante del compositor.
- Libro de misas. Impreso en 1608. Se conocen tres ejemplares, uno conservado en la Iglesia de Santa María la Mayor de Ledesma, Salamanca, y otros dos fragmentarios en Granada y Sevilla. Contiene 10 misas:
  - Missa Assumpsit Jesus, (5v)
  - Missa in festo Beata Maria Virgine, (4v)
  - Missa Beata Virgine in sabbato, (4v)
  - Missa Crux fidelis, (6v)
  - Missa Doctor bonus, (4v)
  - Missa In manus tuas, (8v)
  - Missa O quam suavis es, Domine, (4v)
  - Missa quarti toni, (4v)
  - Missa sexti toni, (4v)
  - Missa super octos tonos, (4v)
- Libro de motetes. Impreso en 1610. Se conservan tres ejemplares, uno en la Catedral de Toledo, otro en la Catedral de Salamanca (libro de polifonía 10) y otro en la Catedral de Segovia (libro de polifonía 12). Ambos están incompletos. Sin embargo, a partir del ejemplar conservado en Salamanca, al que sólo le faltan unas pocas hojas, se han podido recuperar 74 motetes.

Se ignora el título real tanto del libro de misas como del de motetes, ya que los pocos ejemplares conservados carecen de portada.
Otro libro de motetes fue también impreso en Salamanca en 1614, esta vez por la viuda de Francisco de Ceatesa, según consta en el colofón. El único ejemplar conocido de esta edición se guarda en la Catedral Metropolitana de México. También le falta la portada, por lo que también se desconoce su nombre real. Contiene 74 motetes y es similar al libro impreso en 1610.
Otras obras se conservan en algunos manuscritos, aunque su identificación y catalogación no ha terminado todavía. Entre estas fuentes manuscritas pueden citarse:
- Dos libros de coro copiados para el Monasterio de Guadalupe, en Extremadura. Copiados a principios del siglo XVII. Contienen:
  - 3 misas:
    - Missa Tu es vas electionis
    - Misa para días feriados
    - Missa de Réquiem taciturna

  - Extractos del oficio de Difuntos
  - Una versión del himno Vexilla regis para el tiempo de Pasión.
  - 3 lecturas de las Lamentaciones de Jeremías para Semana Santa
  - 2 piezas pequeñas
- Varios manuscritos de principios del siglo XVII pertenecientes a la Catedral de Salamanca. Contienen motetes e himnos.

En total, han llegado hasta nosotros 93 motetes, contando los incluidos en el Libro de motetes y el resto de las fuentes.
Se incluye a continuación una lista parcial de obras conservadas de Sebastián de Vivanco. Los códigos de la columna de "Fuentes musicales" se especifican más abajo. Los de la columna de "Grabaciones" se especifican en la sección de "Discografía".
| N.º | Obra                                            | Voces                  | Forma musical      | Fuentes musicales | Grabaciones        | Comentarios                                           |
| --- | ----------------------------------------------- | ---------------------- | ------------------ | ----------------- | ------------------ | ----------------------------------------------------- |
|     | Missa Assumpsit Jesus                           | 5                      | misa               | MIS               | TUR                | Basada en el motete Assumpsit Iesus Petrum et Jacobum |
|     | Missa in festo Beata Maria Virgine              | 4                      | misa               | MIS               |                    |                                                       |
|     | Missa Beata Virgine in sabbato                  | 4                      | misa               | MIS               | GDC                |                                                       |
|     | Missa Crux fidelis                              | 6                      | misa               | MIS               | LON                | Basada en el motete Crux fidelis                      |
|     | Missa Doctor bonus                              | 4                      | misa               | MIS               |                    |                                                       |
|     | Missa In manus tuas                             | 8                      | misa               | MIS               | NOO                | Basada en el motete In manus tuas                     |
|     | Missa O quam suavis es, Domine                  | 4                      | misa               | MIS               |                    | Basada en el motete O quam suavis es, Domine          |
|     | Missa quarti toni                               | 4                      | misa               | MIS               |                    |                                                       |
|     | Missa sexti toni                                | 4                      | misa               | MIS               |                    |                                                       |
|     | Missa super octos tonos                         | 4                      | misa               | MIS               |                    |                                                       |
|     | Missa Tu es vas electionis                      |                        | misa               | GU2               |                    |                                                       |
|     | Misa para días feriados                         |                        | misa               | GU2               |                    |                                                       |
|     | Missa de Réquiem taciturna                      |                        | misa               | GU2               |                    |                                                       |
|     | Officium defunctorum                            |                        | oficio de difuntos | GU2               |                    |                                                       |
|     | Magnificat (1)                                  |                        | Magnificat         | MAG               |                    |                                                       |
|     | Magnificat (2)                                  |                        | Magnificat         | MAG               |                    |                                                       |
|     | Magnificat (3)                                  |                        | Magnificat         | MAG               |                    |                                                       |
|     | Magnificat (4)                                  |                        | Magnificat         | MAG               |                    |                                                       |
|     | Magnificat (5)                                  |                        | Magnificat         | MAG               |                    |                                                       |
|     | Magnificat (6)                                  |                        | Magnificat         | MAG               |                    |                                                       |
|     | Magnificat (7)                                  |                        | Magnificat         | MAG               |                    |                                                       |
|     | Magnificat (8)                                  |                        | Magnificat         | MAG               |                    |                                                       |
|     | Magnificat (9)                                  |                        | Magnificat         | MAG               |                    |                                                       |
|     | Magnificat (10)                                 |                        | Magnificat         | MAG               |                    |                                                       |
|     | Magnificat (11)                                 |                        | Magnificat         | MAG               |                    |                                                       |
|     | Magnificat (12)                                 |                        | Magnificat         | MAG               |                    |                                                       |
|     | Magnificat (13)                                 |                        | Magnificat         | MAG               |                    |                                                       |
|     | Magnificat (14)                                 |                        | Magnificat         | MAG               |                    |                                                       |
|     | Magnificat (15)                                 |                        | Magnificat         | MAG               |                    |                                                       |
|     | Magnificat (16)                                 |                        | Magnificat         | MAG               |                    |                                                       |
|     | Magnificat (17)                                 |                        | Magnificat         | MAG               |                    |                                                       |
|     | Magnificat (18)                                 |                        | Magnificat         | MAG               |                    |                                                       |
|     | Accepit ergo Iesus panes                        | 6 (SSATTB)             | motete             | MOT               |                    |                                                       |
|     | Accesserunt ad Iesum                            | 4 (SATB)               | motete             | MOT               |                    |                                                       |
|     | Amen, Amen dico vobis                           | 8 (SSAATTBB)           | motete             | MOT               |                    |                                                       |
|     | Aperi aculus tuos Domine                        | 5 (SAATB)              | motete             | MOT               |                    |                                                       |
|     | Assumpsit Iesus Petrum et Jacobum               | 5 (SAATB)              | motete             | MOT               | TUR                |                                                       |
|     | Assumpta est Maria                              | 6 (SSSAAT)             | motete             | SA1               | NOO, LON           |                                                       |
|     | Beatus iste sanctus                             | 4 (SATB)               | motete             | MOT               |                    |                                                       |
|     | Benedictus Deus                                 | 6                      | motete             | MOT               |                    |                                                       |
|     | Canite tuba in Sion                             | 5 (SATTB)              | motete             | MOT               |                    |                                                       |
|     | Cantate Domino canticum novum                   | 4 (SATB / SATB)        | motete             | SA1               | NOO                |                                                       |
|     | Caritas pater est                               | 3 (SAT / STBar / STB)  | motete             | SA1               | NOO                |                                                       |
|     | Christus factus est                             | 4 (SSAT / SATB / SATB) | motete             | MOT               | NOO                |                                                       |
|     | Circumdederunt judaei Jesum                     | 4 (SATB)               | motete             | MOT               | FLA                |                                                       |
|     | Circumdederunt me dolores mortis                | 5 (SSATB)              | motete             | SA1               | NOO, LON           |                                                       |
|     | Cum ieiunitatis, nolite fieri                   | 5 (SAATB)              | motete             | MOT               |                    |                                                       |
|     | Cum turba plurima                               | 5 (SSATB)              | motete             | MOT               | FLA                |                                                       |
|     | Crux fidelis                                    | 6 (SSATTB)             | motete             | SA1               |                    |                                                       |
|     | De profundis clamavi ad te Domine               | 4 (SATB)               | motete             | MOT               | FLA, LON           |                                                       |
|     | Dicebat Iesus turbis                            | 5 (SAATB)              | motete             | MOT               |                    |                                                       |
|     | Diligite inimicos vestros                       | 4 (SATB)               | motete             | MOT               |                    |                                                       |
|     | ...Domini, Dominum... benedicite in aeternum... | 8                      | motete             | MOT               |                    |                                                       |
|     | Domine Pater et Deus vitae meae                 | 4 (SATB)               | motete             | MOT               |                    |                                                       |
|     | Ductus est Iesus / Si filius Dei est            | 4 (SATB)               | motete             | MOT               |                    |                                                       |
|     | Dulcissima Maria                                | 4 (SATB)               | motete             | MOT               | FLA                |                                                       |
|     | Ecce ascendimus Iersolymam                      | 4 (SATB)               | motete             | MOT               | FLA                |                                                       |
|     | Ecce sacerdos magnus                            | 6 (SSATTB)             | motete             | MOT               | FLA, NOO           |                                                       |
|     | Elegit Dominus                                  | 5 (SSATB)              | motete             | MOT               | FLA                |                                                       |
|     | Erat autem quidam homo                          | 4 (SATB)               | motete             | MOT               | FLA                |                                                       |
|     | Erat Dominus Iesus ejiciens daemonium           | 4 (SATB)               | motete             | MOT               | FLA                |                                                       |
|     | Fratres hora est iam                            | 5 (SATTB)              | motete             | MOT               |                    |                                                       |
|     | Haec est vera fraternitas                       | 5 (SSATB)              | motete             | MOT               |                    |                                                       |
|     | Hic est vere Martyr                             | 4 (SATB)               | motete             | MOT               | FLA                |                                                       |
|     | Hypocritae bene prophetavit                     | 4 (SATB)               | motete             | MOT               |                    |                                                       |
|     | Ibant apostoli guadentes                        | 5 (SSATB)              | motete             | MOT               | FLA                |                                                       |
|     | In manus tuas, Domine                           | 4 (SATB)               | motete             | GU2               | NOO                |                                                       |
|     | Laetetur omne saeculum                          | 7 (SSSAATB)            | motete             | SA1               |                    |                                                       |
|     | Lazarus mortuus est                             | 4 (SATB)               | motete             | MOT               |                    |                                                       |
|     | Lux perpetua                                    | 4 (SATB)               | motete             | MOT               | FLA                |                                                       |
|     | Novissime autem, misit ad eos filium suum       | 4 (SATB)               | motete             | MOT               | FLA                |                                                       |
|     | O doctor optime                                 | 5 (SATTB)              | motete             | MOT               |                    |                                                       |
|     | O Domine Iesu Christe                           | 5 (SSATB)              | motete             | MOT               |                    |                                                       |
|     | O quam suavis est, Domine                       | 4 (SATB)               | motete             | SA1               | FLA, NOO           |                                                       |
|     | O Rex gloriae                                   | 8 (SATB / SATB)        | motete             | MOT               | FLA, LON           |                                                       |
|     | O sacrum convivium                              | 6 (SSATBarB)           | motete             | MOT               | LON                |                                                       |
|     | Pater dimitte illis                             |                        | motete             | MOT               | LON                |                                                       |
|     | Pater gratias ago tibi                          | 4 (SATB)               | motete             | MOT               |                    |                                                       |
|     | Praeteriens Iesus, vidit hominem                | 4 (SATB)               | motete             | MOT               |                    |                                                       |
|     | Quae est ista                                   | 5 (SSATB)              | motete             | MOT               | FLA                |                                                       |
|     | Quis dabit capiti meo aquam                     | 5 (SSATB)              | motete             | MOT               | TUR, NOO           |                                                       |
|     | Sancti et justi in Domino gaudete               | 4 (SATB / SATB)        | motete             | MOT               | FLA                |                                                       |
|     | Sicut lilium inter spinas                       | 4 (SATB / STB)         | motete             | SA1               |                    |                                                       |
|     | Simile est regnum                               | 5 (SATTB)              | motete             | MOT               |                    |                                                       |
|     | Surge propera, amica mea                        | 4 (SATB / SATB)        | motete             | SA1               |                    |                                                       |
|     | Surrexit pastor bonus                           | 5 (SSATB)              | motete             | MOT               | LON                |                                                       |
|     | Veni, dilecti mi                                | 4 (SATB / SATB)        | motete             | SA1               | REN, LON           |                                                       |
|     | Veni sponsa Christi                             | 4 (SATB)               | motete             | MOT               | FLA                |                                                       |
|     | Venit mulier de Samaria                         | 4 (SATB)               | motete             | MOT               | FLA                |                                                       |
|     | Versa est in luctum                             | 6 (SSATTB)             | motete             | SA5               | DON, NOO, LON, KIN |                                                       |
|     | Virgo Benedicta                                 | 4 (SAATB)              | motete             | MOT               | FLA                |                                                       |
|     | Lamentaciones (1)                               |                        | lamentaciones      | GU2               |                    |                                                       |
|     | Lamentaciones (2)                               |                        | lamentaciones      | GU2               |                    |                                                       |
|     | Lamentaciones (3)                               |                        | lamentaciones      | GU2               |                    |                                                       |
|     | Vexilla regis                                   |                        | himno              | GU2               |                    |                                                       |
|     | Stabat Mater                                    |                        | Stabat Mater       |                   | PCA                |                                                       |

Estas obras se encuentran en las siguientes fuentes musicales:
- Manuscritos:
  - AVI - Ávila, Archivo de la Catedral, MS 3
  - SIL - Santo Domingo de Silos, Abadía Benedictina, Archivo, MS C 21
  - SEG - Segovia, Catedral, Archivo Capitular, MS 2
  - GU1 - Guadalupe, Real Monasterio de Santa María, Archivo de Música, MS s.s. (1) (E-GU s.s. (1))
  - GU2 - Guadalupe, Real Monasterio de Santa María, Archivo de Música, MS s.s. (2) (E-GU s.s. (2))
  - SA1 - Salamanca, Archivo de la Catedral, Libro de polifonía No 1 (E-SA Libro de polifonía No 1)
  - SA5 - Salamanca, Archivo de la Catedral, Libro de polifonía No 1 (E-SA Libro de polifonía No 5)
- Libros impresos:
  - MAG - 1607 - Liber magnificarum. Artus Taberniel, Salamanca
  - MIS - 1608 - Liber missarum. Artus Taberniel, Salamanca
  - MOT - 1610 - Liber motectorum. Artus Taberniel, Salamanca
  - MII - 1614 - Liber motectorum (II). Viuda de Francisco de Ceatesa, Salamanca

## Discografía
Los discos dedicados enteramente a Vivanco o que incluyen algunas obras suyas son los siguientes:
- 1978 - [PCA] El Siglo de Oro. Spanish Sacred Music of the Renaissance. Pro Cantione Antiqua. Bruno Turner. Teldec (Das Alte Werk) 46003 (2 CD).
- 1985 - [WES] Treasures of the Spanish Renaissance. Westminster Cathedral Choir. David Hill. CDA66168.
- 1996 - [CAM] Evensong & Vespers At King's. The Choir of King's College, Cambridge. Stephen Cleobury. Brilliant Classics
- 1998 - [DON] Mortuus Est Philippus Rex: Music For The Life And Death Of The Spanish King. Westminster Cathedral Choir. James O'Donnell. Hyperion.
- 1998 - [WIN] Magnificat And Nunc Dimittis. The Choir of St. George's Chapel, Windsor Castle. Jonathan Rees-Williams. Priory Records
- 1999 - [REN] Canticum Canticorum. Orchestra of the Renaissance. Richard Cheetham y Michael Noone. Glossa 921403. 1999.
- 2003 - [TUR] Lobo: Lamentationes. Vivanco: Missa Assumpsit Iesus. Música Reservata de Barcelona. Bruno Turner. La mà de guido 2045.
- 2003 - [NOO] Sebastian de Vivanco. In Manus Tuas. Orchestra of the Renaissance. Michael Noone. Glossa GCD 921405.
- 2003 - [FLA] Sebastian de Vivanco- Libro de Motetes 1610. Capilla Flamenca y Oltremontano. Dirk Snellings, Wim Becu. (Las Edades del Hombre) Glossa LCD 9706
- 2005 - [LON] Sebastian de Vivanco. Missa Crux Fidelis. Motets. The Choir of King's College London. David Trendell. Gaudeamus.
- 2005 - [GDC] Esperanza. A Gift Of Spanish Song. Gloriae Dei Cantores. Elizabeth C. Patterson. Gloriae Dei Cantores
- 2008 - [KIN] The Golden Age. Siglo De Oro. King's Singers. Signum U.k.